# Brama Uściłuska w Chełmie

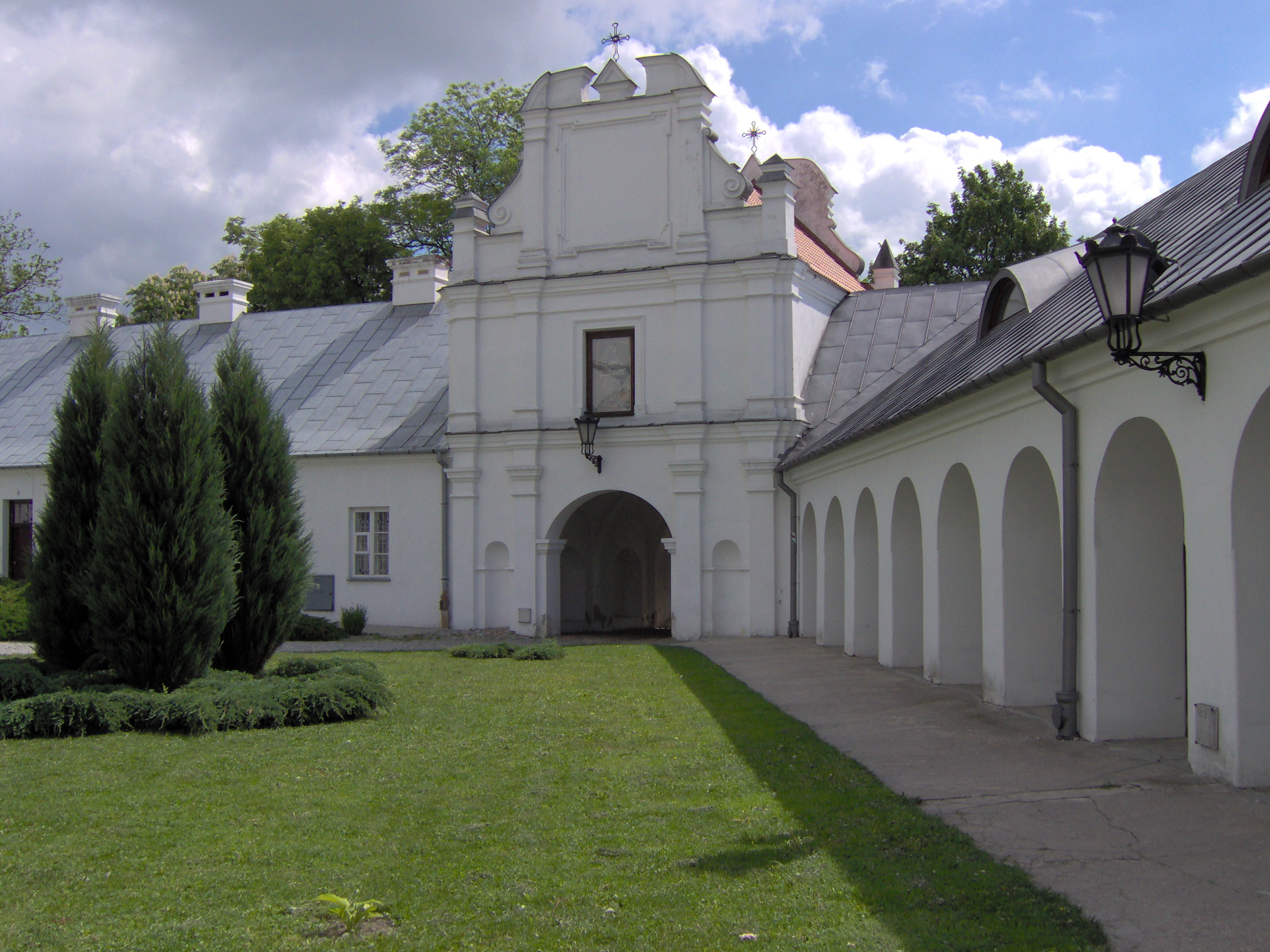
Brama Uściłuska

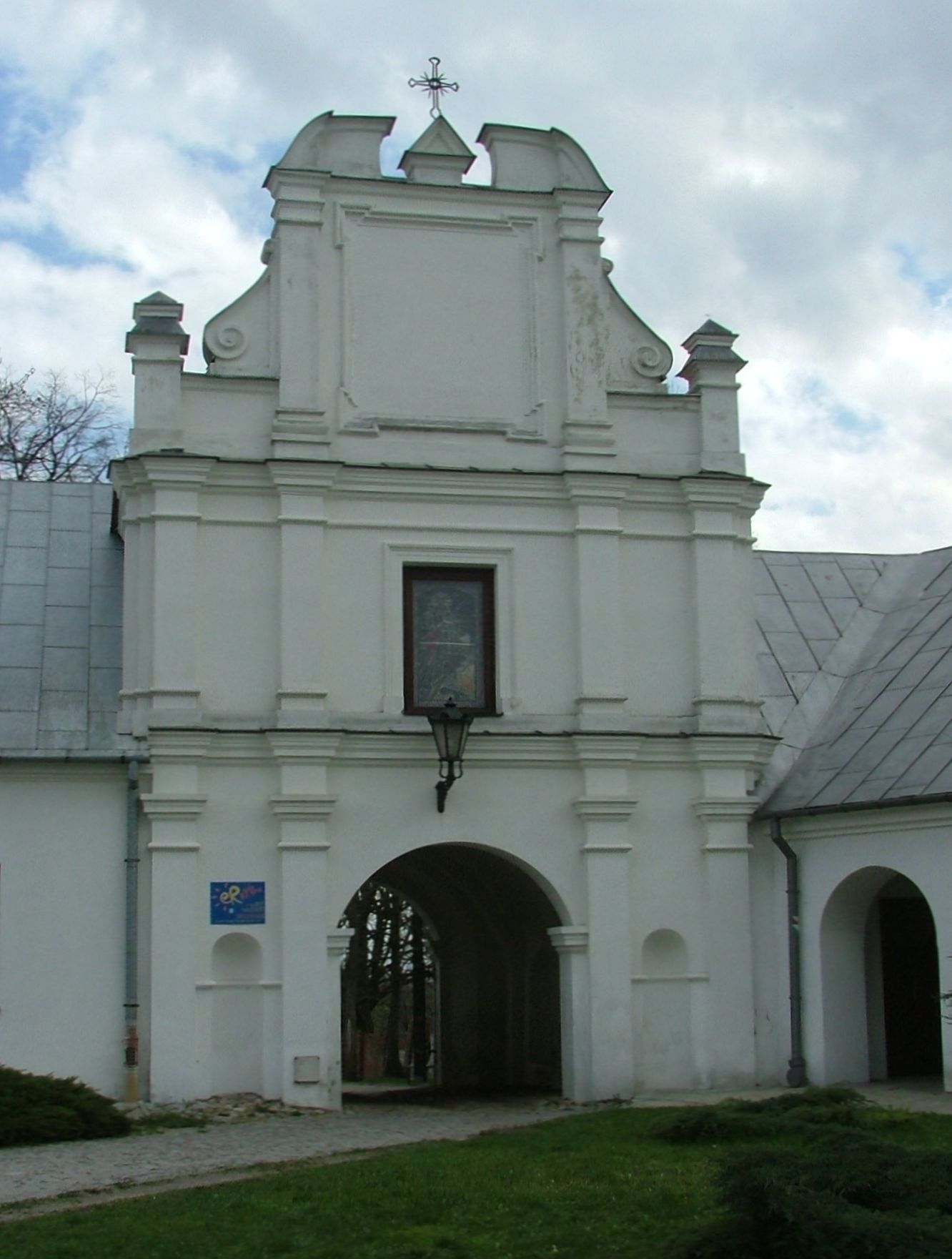
Brama Uściłuska

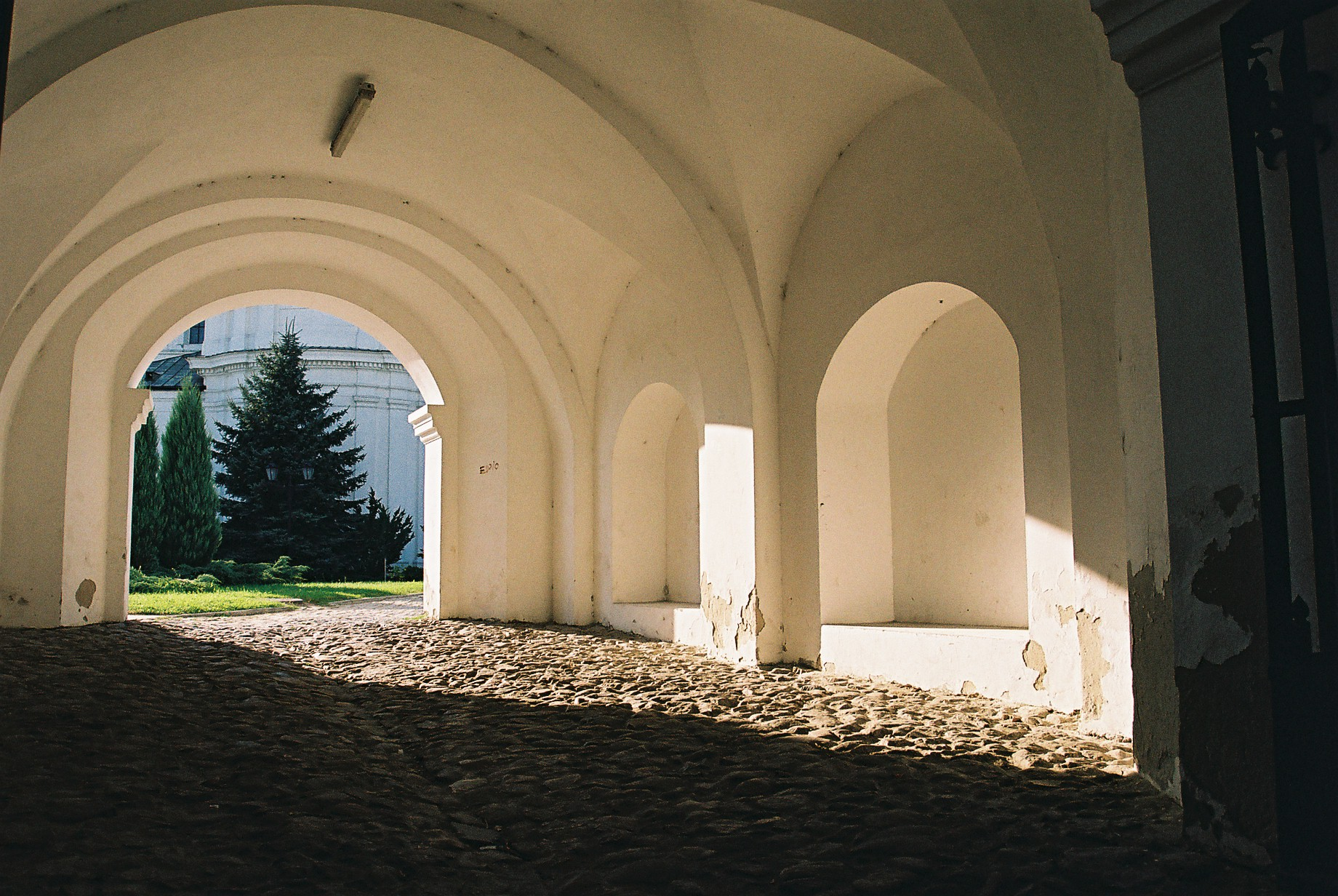
Brama Uściłuska

Brama Uściłuska, Uściługska Klasztorna, Bazyliańska, Zamkowa - brama zamkowa (później klasztorna) wchodząca w skład zespołu katedralnego na Górze Zamkowej w Chełmie. Jest to najstarsza budowla miasta. Jest ona jedynym zachowanym w całości obiektem będącym częścią dawnych obwarowań miejskich. Została zbudowana w 1616 r. Pełniła funkcję obronną. Przebiegał nią trakt prowadzący do Uściługa nad Bugiem. Przebudowano ją w połowie XVIII wieku nadając wystrój barokowy.
Brama łączy zabudowania gospodarcze będące dawniej częścią klasztoru Bazylianów (parterowe budynki pochodzące z XVII-XVIII wieku, pokryte blachą, skrzydło południowe zajmowała dawniej wozownia, w części wschodniej znajduje się od 1997 r. Dom Pielgrzyma - parterowy budynek pokryty czterospadowym blaszanym dachem).
Brama jest dwukondygnacyjna. Parter posiada sklepienia kolebkowo-krzyżowe z gurtami. Elewacje ozdobione podwójnymi pilastrami toskańskimi, które podtrzymują zadaszony gzyms. Budowla ma arkadowe otwory drzwiowe z niszami po bokach. Pomieszczenie na piętrze posiada płaski strop i okna w obramieniach. Budynek posiada dwuspadowy dach pokryty dachówką korytkową. Wieńczą go barokowe szczyty.
Przez bramę prowadzi przejście do parku.